# Ayrton Patera
L'Ayrton Patera è una struttura geologica della superficie di Venere.
È dedicata alla fisica inglese Hertha Marks Ayrton.